# Championnat des îles Féroé de football 2005
Navigation
Saison précédente Saison suivante
La saison 2005 du Championnat des îles Féroé de football est la 64e édition de la première division féroïenne à poule unique, la Formuladeildin. Les dix meilleurs clubs du pays jouent les uns contre les autres à trois reprises durant la saison, à domicile et à l'extérieur. En fin de saison, le dernier du classement est relégué et remplacé par le champion de 1. Deild, tandis que l'avant-dernier dispute un barrage de promotion-relégation face au vice-champion de deuxième division.
Le B36 Tórshavn remporte le championnat cette saison et met fin à la série en cours du HB Torshavn (3 titres consécutifs) en terminant en tête du classement final, avec 4 points d'avance sur un trio composé du Skala IF, du tenant du titre, le HB Torshavn et du NSI Runavik. C'est le 8e titre de champion des îles Féroé de l'histoire du B36.

## Les 10 clubs participants
| - EB/Streymur - KÍ Klaksvík - TB Tvoroyri - Promu de 1.Deild - GI Gota - NSI Runavik | - VB Vagur - HB Tórshavn - Skala IF - IF Fuglafjordur - B36 Tórshavn |

## Compétition

### Classement
Le barème de points servant à établir le classement est modifié à partir de cette saison. Il se décompose ainsi :
- Victoire : 3 points
- Match nul : 1 point
- Défaite : 0 point

| Rang | Équipe          | Pts | J  | G  | N  | P  | Bp | Bc | Diff |
| ---- | --------------- | --- | -- | -- | -- | -- | -- | -- | ---- |
| 1    | B36 Tórshavn    | 54  | 27 | 15 | 9  | 3  | 38 | 17 | +21  |
| 2    | Skala IF        | 50  | 27 | 13 | 11 | 3  | 55 | 30 | +25  |
| 3    | HB Torshavn (T) | 50  | 27 | 15 | 5  | 7  | 66 | 35 | +31  |
| 4    | NSI Runavik     | 50  | 27 | 14 | 8  | 5  | 58 | 44 | +14  |
| 5    | EB/Streymur     | 43  | 27 | 11 | 10 | 6  | 48 | 35 | +13  |
| 6    | IF Fuglafjordur | 27  | 27 | 6  | 9  | 12 | 32 | 57 | -25  |
| 7    | KÍ Klaksvík     | 25  | 27 | 7  | 4  | 16 | 40 | 52 | -12  |
| 8    | VB Vagur        | 24  | 27 | 6  | 6  | 15 | 36 | 57 | -21  |
| 9    | GI Gota (C)     | 23  | 27 | 6  | 5  | 16 | 16 | 35 | -19  |
| 10   | TB Tvoroyri (P) | 22  | 27 | 5  | 7  | 15 | 26 | 49 | -23  |

|  | Qualification pour la Ligue des champions 2006-2007                                              |
|  | Qualification pour la Coupe UEFA 2006-2007                                                       |
|  | Qualification pour la Coupe Intertoto 2006                                                       |
|  | Participation au barrage de promotion-relégation                                                 |
|  | Relégation en 1. Deild                                                                           |
|  | (T) Tenant du titre (C) Vainqueur de la Coupe des îles Féroé (P) Club promu de deuxième division |

### Matchs

#### Barrage de promotion-relégation
Le 9e de Formuladeildin, le GI Gota, affronte le vice-champion de 1. Deild, le B71 Sandoy, lors d'un barrage disputé sous forme de rencontres aller-retour, afin d'obtenir une place parmi l'élite pour la saison prochaine. Le GI Gota remporte très facilement les deux matchs (3-0 et 4-1) et se maintient donc parmi l'élite.
| Équipe 1                 | Résultat | Équipe 2              | Aller | Retour |
| ------------------------ | -------- | --------------------- | ----- | ------ |
| GI Gota (Formuladeildin) | 7 - 1    | B71 Sandoy (1. Deild) | 3 - 0 | 4 - 1  |

## Bilan de la saison
| Championnat des îles Féroé de football 2005                 |                         |
| Champion                                                    | B36 Tórshavn (8e titre) |
| Coupes et trophées                                          |                         |
| Vainqueur de la Coupe des îles Féroé 2005                   | GI Gota                 |
| Qualifications continentales                                |                         |
| Ligue des champions 2006-2007 Premier tour de qualification | B36 Tórshavn            |
| Coupe UEFA 2006-2007 Tour préliminaire                      | GI Gota                 |
| Coupe UEFA 2006-2007 Tour préliminaire                      | Skala IF                |
| Coupe Intertoto 2006 Premier tour                           | HB Torshavn             |
| Promotions et relégations                                   |                         |
| Promus en Formuladeildin                                    | B68 Toftir              |
| Relégués en 1. Deild                                        | TB Tvoroyri             |